# Festival di Napoli 1961
Il nono festival della canzone napoletana si tenne a Napoli dal 16 al 18 settembre 1961.

## Classifica, canzoni e cantanti
| Posizione | Canzone                      | Autori                                 | Artista                                        | Voti |
| 1.        | Tu si' 'a malincunia         | (Aurelio Fierro)                       | Aurelio Fierro - Betty Curtis                  | 230  |
| 2.        | Tu si' comm' a na palummella | (Bosco e C. A. Bixio)                  | Giacomo Rondinella - Carla Boni e Gino Latilla | 143  |
| 3.        | Tutt'a famiglia              | (G. Pisano e E. Alfieri)               | Aurelio Fierro - Gegè Di Giacomo               | 109  |
| 4         | Cunto 'e llampare            | (E. Bonagura e Recca)                  | Mario Trevi - Claudio Villa                    | 108  |
| 5         | Nun chiagnere                | (A. Savignano e R. Rascel)             | Renato Rascel - Johnny Dorelli                 | 96   |
| 6         | Serenella                    | (A. Pariante)                          | Giacomo Rondinella - Wilma De Angelis          | 88   |
| 7         | Settembre cu mme             | (R. Fiore e A. Vian)                   | Mario Trevi - Johnny Dorelli                   | 86   |
| 8         | 'E ddoie Lucie               | (G. Marotta e L. Ricciardi)            | Mario Abbate - Luciano Virgili                 | 75   |
| 9         | 'O passato                   | (Alberto Lazzeretti e Eligio La Valle) | Lucia Altieri - Nelly Fioramonti               | 61   |
| 10        | N'ata dummeneca              | (Marchionne e Innocenzi)               | Franco Ricci - Wanda Romanelli                 | 58   |
| 11        | 'O tuono e marzo             | (E. De Mura e M. De Angeli)            | Grazia Gresi - Carla Boni                      | 57   |
| 12        | Sole, sole d'oro             | (M. Miccio e G. D'Anzi)                | Claudio Terni - Luciano Virgili                | 50   |

### Non finaliste
| Canzone                 | Autori                                        | Artista                            |
| Vicino a tte            | (testo di Filibello; musica di Ciro Arciello) | Ruggero Cori - Giorgio Consolini   |
| Comme cantava Napule    | (Italomario e Granelli)                       | Franco Ricci - Teddy Reno          |
| Cavalluccio 'e mare     | (Mennillo e Coppola)                          | Maria Paris - Quartetto Radar      |
| Ll'onne                 | (Enzo Bonagura e Gino Redi)                   | Claudio Villa - Wanda Romanelli    |
| Napoli shock            | (U. Martucci e Kramer)                        | Gloria Christian - Betty Curtis    |
| Cuntrora                | (A. Pugliese e M. Ruccione)                   | Gino Latilla - Katyna Ranieri      |
| Te sento dint' 'e vvene | (Janni e Starace)                             | Grazia Gresi - Dino Giacca         |
| Uh, che cielo!          | (F. Cigliano)                                 | Fausto Cigliano - Wilma De Angelis |
| Damme 'a mano           | (M. Zanfaglia e M. De Martino)                | Nunzio Gallo - Gina Armani         |
| Tu sempe!               | (Canzio e N. Oliviero)                        | Mario Abbate - Katyna Ranieri      |
| 'O cunfessore           | (Cutolo, Di Paola e Taccani)                  | Maria Paris - Teddy Reno           |
| Pi-rikì-Kukè            | (Esposito, Faraldo e Magaldi)                 | Gloria Christian - Gegè Di Giacomo |

## Orchestra
Diretta dai maestri: Giuseppe Anepeta e Gorni Kramer. Riepiloghi delle canzoni a cura dei The Flippers e di Franco e i G5.

## Organizzazione
Maestro Furio Rendine, Patrono Comandante Achille Lauro, Sindaco di Napoli